# Novooleksandrivka, Zaporijjea
Novooleksandrivka (în ucraineană Новоолександрівка) este localitatea de reședință a comunei Novooleksandrivka din raionul Zaporijjea, regiunea Zaporijjea, Ucraina.

## Demografie
Componența lingvistică a localității Novooleksandrivka
     Ucraineană (87,1%)
     Rusă (12,15%)
     Alte limbi (0,14%)
Conform recensământului din 2001, majoritatea populației localității Novooleksandrivka era vorbitoare de ucraineană (87,1%), existând în minoritate și vorbitori de rusă (12,15%).